# Jiří Beroun
Jiří Beroun (* 18. April 1980 in Třebíč, Tschechoslowakei) ist ein ehemaliger tschechischer Eishockeyspieler und jetziger -trainer. Seit 2018 gehört er dem Trainerstarb von seinen langjährigen Club Orli Znojmo an und wurde zur Saison 2022/23 zum Cheftrainer befördert.

## Karriere
Jiří Beroun begann seine Karriere im Nachwuchsbereich des SK Horácká Slavia Třebíč, für dessen Profimannschaft er während der Saison 1997/98 in der zweitklassigen 1. Liga debütierte. Bis 2001 spielte er parallel noch für die U20-Junioren des Vereins, ehe er ab 2002 leihweise beim HC Znojemsti Orli in der höchsten Spielklasse Tschechiens, der Extraliga, zum Einsatz kam. Mitte der Saison 2004/05 wechselte er dann fest zu den Znaimer Adlern. Zwischen 2006 und 2009 erhielt er parallel Einsätze beim HC Olomouc in der zweiten Spielklasse. Die beste Platzierung innerhalb der Extraliga erreichte Beroun am Ende der Saison 2005/06, als die Adler den dritten Platz belegten.
Im Sommer 2009 verkauften die Adler ihre Extraliga-Lizenz an den HC Kometa Brno und Beroun folgte seinem Team in die 1. Liga. Zur Saison 2011/12 wurde der inzwischen in Orli Znojmo umbenannte Verein in die Erste Bank Eishockey Liga aufgenommen, in der Beroun seither sein Team als Kapitän anführt. Mit über 500 Pflichtspielen für Znojmo gehört er zu den Rekordspielern des Vereins.

## Karrierestatistik
(Legende zur Spielerstatistik: Sp oder GP = absolvierte Spiele; T oder G = erzielte Tore; V oder A = erzielte Assists; Pkt oder Pts = erzielte Scorerpunkte; SM oder PIM = erhaltene Strafminuten; +/− = Plus/Minus-Bilanz; PP = erzielte Überzahltore; SH = erzielte Unterzahltore; GW = erzielte Siegtore; 1 Play-downs/Relegation; Kursiv: Statistik nicht vollständig)